# Blies-Ébersing
Blies-Ébersing là một xã trong vùng Grand Est, thuộc tỉnh Moselle, quận Sarreguemines, tổng Sarreguemines-Campagne. Tọa độ địa lý của xã là 49° 07' vĩ độ bắc, 07° 08' kinh độ đông. Blies-Ébersing nằm trên độ cao trung bình là 205 mét trên mực nước biển, có điểm thấp nhất là 201 mét và điểm cao nhất là 326 mét. Xã có diện tích 5,24 km², dân số vào thời điểm 1999 là 529 người; mật độ dân số là 100 người/km².

## Thông tin nhân khẩu
| 1962 | 1968 | 1975 | 1982 | 1990 | 1999 |
| ---- | ---- | ---- | ---- | ---- | ---- |
| 360  | 369  | 423  | 457  | 479  | 529  |